# Dreamarena

Логотип Dreamarena

Dreamarena — бывший игровой онлайн-сервис, предоставлявшийся для всех европейских приставок Dreamcast от компании SEGA. Он был открыт 14 октября 1999 года. Поскольку в консоль был встроен 33,6 кбит/с модем (56 кбит/с в США), это был dial-up сервис. Сервис был создан и управлялся для Sega Europe партнёрством между ICL, BT и различными провайдерами (ICL разрабатывала сайты и ПО, BT предоставляла dial-up возможности и интернет-инфраструктуру, в то время как провайдеры (по одному на страну) предоставляли дозвонное соединение и телефонные услуги). Dreamrena был бесплатным, а к игровым серверам доступ был только с Dreamcast. Сервис закрылся 28 февраля 2003 года.
Хотя люди и могут изменить настройки подключения благодаря американским играм (например, Quake III Arena), европейские обозреватели DreamKey 1.0 и 1.5 не позволяли пользователям изменить настройки. С конца эпохи Dreamarena, SEGA рассылает DreamKey 3.0/3.1 бесплатно с сайта Sega-Europe (недоступная ссылка), позволяя пользователям заменить Dreamarena на их собственного провайдера, чтобы продолжать обозревать интернет и играть в сети.